# Gunnar Dybwad
Gunnar Dybwad, född 21 augusti 1928 i Steinkjer, död 9 maj 2012,  var en norsk fotbollsspelare.
Dybwad spelade i Steinkjer Fotballklubb och var klubbens första spelare som spelade i det norska landslaget. Gunnar Dybwad debuterade i landslaget 15 maj 1951 mot England. Totalt spelade Dybwad 27 A-landskamper och 7 B-landskamper. Han gjorde 11 mål för Norge i perioden 1951 till 1960.